# アイチャ・アイカチ
アイチャ・アイカチ（Ayça Aykaç、1996年2月27日 - ）は、トルコの女子バレーボール選手。ポジションはリベロ。トルコ代表。

## 来歴
- クラブチーム

イズミル出身。2014年、ワクフバンクSKに入団。2015/16シーズンはトルコリーグ優勝、欧州チャンピオンズリーグで準優勝した。2017年の欧州チャンピオンズリーグで優勝し、世界クラブ選手権で金メダルを獲得した。2017/18シーズンはトルコリーグ、トルコカップ、スーパーカップの3冠を達成した。2018/19シーズンは世界クラブ選手権とトルコリーグで連覇を果たした。2019/20シーズンはYeşilyurtへ移籍し1年間プレーした。2020/21シーズンからは再びワクフバンクSKと契約し、正リベロを務めトルコリーグでは2020/21、2021/22シーズンの連覇に貢献した。欧州チャンピオンズリーグでは2022,2023年大会で優勝のタイトルを獲得し、2大会連続でベストリベロ賞を受賞した。2023年の世界クラブ選手権では準優勝しベストリベロ賞を受賞した。
- 代表チーム

アンダーカテゴリーの代表として2013年、U-19世界選手権に出場した。2014年、U-19欧州選手権で銅メダルを獲得した。2015年、ジュニア世界選手権（U-20）に出場した。2017年、スロベニアで開催されたU-23世界選手権に出場し金メダルを獲得した。2021年、シニア代表に初選出され、同年のネーションズリーグでデビュー。2023年、ネーションズリーグでは金メダルを獲得した。同年9月の欧州選手権で金メダルを獲得した。

## 球歴
- ネーションズリーグ - 2021年、2022年、2023年
- 欧州選手権 - 2021年、2023年
- オリンピック予選 - 2023年

## 受賞歴
- 2021年　2020/21トルコリーグ　ベストリベロ賞
- 2022年　欧州チャンピオンズリーグ　ベストリベロ賞
- 2023年　欧州チャンピオンズリーグ　ベストリベロ賞
- 2023年　世界クラブ選手権　ベストリベロ賞

## 所属クラブ
- ワクフバンクSK（2014-2019年）
- Yeşilyurt（2019-2020年）
- ワクフバンクSK（2020-）